# Konstantinas Bogdanas

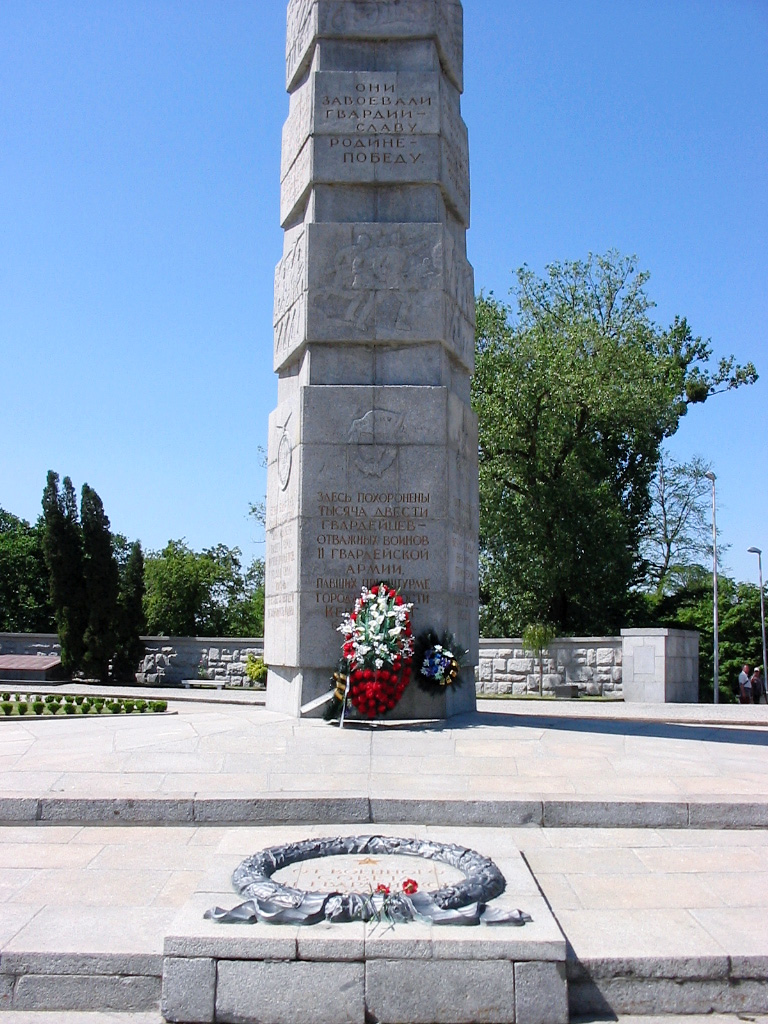
Denkmal für 1200 Soldaten in Königsberg

Konstantinas Bogdanas (* 4. Februar 1926 in Žeimiai, Bezirk Kėdainiai; † 26. September 2011 in Vilnius) war ein litauischer Bildhauer, Hochschullehrer und Ehrenbürger der Rajongemeinde Jonava.

## Leben
Konstantinas Bogdanas ist im Gutshof Žeimiai geboren. Er lernte an der Grundschule Paežeriai (bei Biržai) und von 1939 bis 1944 am Gymnasium Biržai. Von 1944 bis 1945 studierte er am Lehrerseminar Panevėžys. Von 1947 bis 1951 arbeitete er als Lehrer in Kaunas. 1951 absolvierte er mit Auszeichnung das Institut für angewandte und dekorative Kunst Kaunas (seine Lehrer waren Robertas Antinis, Bronius Pundzius, Juozas Mikėnas).
Von 1951 bis 1993 (mit Pause von 1953 bis 1956) war er Hochschullehrer am Vilniaus dailės institutas. Von 1953 bis 1956 war er Aspirant an der Kunstakademie UdSSR von I. Repin in Leningrad. 1956 promovierte er und wurde zum Kandidaten der Kunstwissenschaft. Später wurde er zum Professor.
Von 1985 bis 1989 war er Deputierter des Obersten Rats Sowjetlitauens.
Sein Grab befindet sich im Friedhof Saltoniškės, Vilnius.

## Werke
- Rusų skulptorius R. R. Bachas (monografija, 1954 m.)
- Juozas Mikėnas (rusų kalba, 1961 m.)
- Lietuvos dailė (rusų kalba, su Svetlana Červonaja, 1972 m.)[3]
- Konstantinas Bogdanas: skulptorius (sud. Irena Račkauskaitė-Petraitienė). – Vilnius: Vilniaus dailės akademijos leidykla, 2009. – 232 p.: iliustr. – ISBN 978-9955-854-45-6[4]